# Fehrow
Fehrow, niedersorbisch Prjawoz, ist ein Ortsteil der Gemeinde Schmogrow-Fehrow im Landkreis Spree-Neiße in Brandenburg. Bis zur Zusammenlegung mit der Nachbargemeinde Schmogrow am 31. Dezember 2001 war Fehrow eine eigenständige Gemeinde.

## Lage
Fehrow liegt in der Niederlausitz knapp 15 Kilometer nordwestlich von Cottbus und sieben Kilometer östlich von Burg im Spreewald und gehört zum amtlichen Siedlungsgebiet der Sorben/Wenden. Nordöstlich der Ortschaft erstreckt sich die Lieberoser Heide.
Die Gemarkung von Fehrow grenzt im Norden an Groß Liebitz in der Gemeinde Schwielochsee, im Osten an Drachhausen, im Südosten an Dissen, im Süden an Striesow, im Südwesten an Briesen, im Westen an Schmogrow und im Nordwesten an Byhleguhre. Zu Fehrow gehört der Wohnplatz Kolonie (Kolonija).
Durch Fehrow verläuft die Landesstraße 50 von Kolkwitz nach Peitz sowie die Landesstraße 501 nach Burg. Südlich des Ortes fließt die Spree. In Fehrow vereinigen sich die Malxe und der Hammergraben zum Großen Fließ, das schließlich in die Spree fließt.

## Geschichte
Das Gebiet um Fehrow wurde bereits in der Jungsteinzeit und der Bronzezeit besiedelt, worauf archäologische Funde in der Umgebung hindeuten, unter anderem ein Urnenfeld der Lausitzer Kultur. Die erste urkundliche Erwähnung der Ortslage erfolgte im Jahr 1362 als „zu der Vere“. Der sorbische Ortsname Prjawoz bedeutet „durchschleppen“ oder „durchführen“ und deutet auf die Lage des Ortes an der Salzstraße, einem im Mittelalter wichtigen Handelsweg zwischen Frankfurt (Oder) und Böhmen, hin. Der Name Fehrow kann als „Lage bei einer Fähre“ gedeutet werden. Das Dorf gehörte zum markbrandenburgischen Amt Peitz in der Herrschaft Cottbus.
Als Folge des Tilsiter Friedens fiel Fehrow im Jahr 1807 kurzzeitig an das Königreich Sachsen, bevor es im Zuge der auf dem Wiener Kongress getroffenen Vereinbarungen wieder im Jahr 1815 preußisch wurde. Bei der Gebietsreform im folgenden Jahr wurde Fehrow dem Landkreis Cottbus zugeordnet wurde. Das Amt Peitz wurde 1832 aufgelöst und dem Amt Cottbus zugeschlagen.

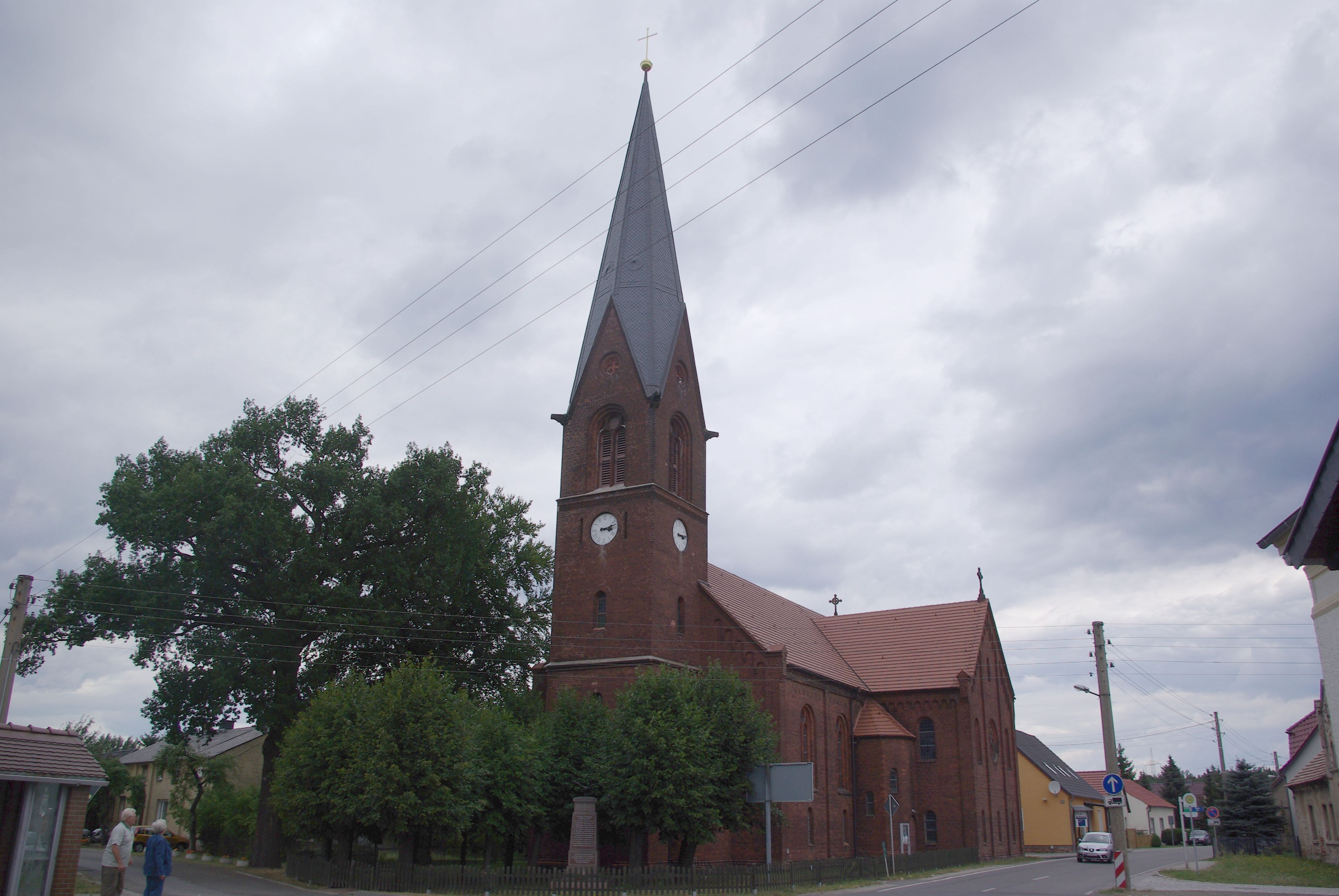
Dorfkirche von Fehrow

Laut der Topographisch-statistischen Übersicht des Regierungsbezirks Frankfurt a. d. O. aus dem Jahr 1844 hatte Fehrow in diesem Jahr 416 Einwohner in 83 Wohngebäuden, davon entfallen ein Gebäude und acht Einwohner auf die Oberförsterei. 1867 hatte der Ort 451 Einwohner, davon 14 in der Oberförsterei. Fehrow brannte zweimal ab, das letzte Mal am 23. Juni 1868. Bei diesem Brand wurde beinahe das gesamte Dorf zerstört, nur fünf Gehöfte blieben stehen. Die ebenfalls zerstörte Fehrower Dorfkirche wurde wieder aufgebaut und 1875 erneut eingeweiht. Das älteste Gebäude im Ort ist eine Gaststätte, die 1652 erstmals erwähnt wurde.
Bei der DDR-Kreisreform am 25. Juli 1952 wurde die Gemeinde Fehrow dem neu gebildeten Kreis Cottbus-Land im Bezirk Cottbus zugeordnet. Nach der Wiedervereinigung lag Fehrow im Landkreis Cottbus in Brandenburg und gehört seit dem 16. Juli 1992 zum Amt Burg (Spreewald). Bei der Kreisreform in Brandenburg am 6. Dezember 1993 kam Fehrow schließlich zum neu gebildeten Landkreis Spree-Neiße. Am 31. Dezember 2001 wurde Fehrow mit dem Nachbarort Schmogrow zu der neuen Gemeinde Schmogrow-Fehrow zusammengeschlossen.

## Sorbische Sprache
Die sorbische/wendische Sprache war lange die Umgangssprache im Ort. Für seine Statistik über die sorbische Bevölkerung in der Lausitz ermittelte Arnošt Muka in den achtziger Jahren des 19. Jahrhunderts eine Bevölkerungszahl von 419 Einwohnern, davon waren 418 Sorben und nur ein Deutscher. Seitdem ging der Anteil der sorbischsprachigen Bevölkerung zurück. Im Jahr 1995 hatten noch 25,7 % der Einwohner Fehrows Sorbischkenntnisse, damit war Fehrow hinter Dissen der Ort mit dem zweithöchsten Anteil an sorbischsprachigen Einwohnern in der Niederlausitz. Dem Ort wurde damals ein guter Spracherhalt bescheinigt.

## Bevölkerungsentwicklung
| Jahr | Einwohner |
| ---- | --------- |
| 1875 | 402       |
| 1890 | 416       |
| 1910 | 383       |

| Jahr | Einwohner |
| ---- | --------- |
| 1925 | 400       |
| 1933 | 383       |
| 1939 | 362       |

| Jahr | Einwohner |
| ---- | --------- |
| 1946 | 484       |
| 1950 | 478       |
| 1964 | 376       |

| Jahr | Einwohner |
| ---- | --------- |
| 1971 | 365       |
| 1981 | 360       |
| 1985 | 362       |

| Jahr | Einwohner |
| ---- | --------- |
| 1989 | 416       |
| 1995 | 415       |
| 2000 | 434       |

Gebietsstand des jeweiligen Jahres

## Einrichtungen und Vereine
Die Freiwillige Feuerwehr in Fehrow wurde 1925 gegründet. In der 1937 gebauten ehemaligen Dorfschule befinden sich heute die Kindertagesstätte „Małe myški“ („Kleine Mäuse“) sowie das Gemeindezentrum und der Jugendclub. Der örtliche Sportverein ist der SV Blau-Weiß 70 Fehrow.